# Auquisamaña
Auquisamaña (auch Awqui Samaña) ist eine Ortschaft im Departamento La Paz im südamerikanischen Andenstaat Bolivien.

## Lage im Nahraum
Auquisamaña ist der fünftgrößte Ort des Municipio Coripata in der Provinz Nor Yungas. Die Ortschaft liegt auf einer Höhe von 1708 m auf einer Hochfläche 650 m oberhalb des Río Boopi, der nach Norden fließt und in den Río Beni mündet.

## Geographie
Auquisamaña liegt im Übergangsbereich zwischen dem Altiplano und der Cordillera Real im Westen und den Ausläufern des Amazonas-Tieflandes im Osten. Das Klima der Region ist ein typisches Tageszeitenklima, bei dem die mittleren Temperaturschwankungen im Tagesverlauf deutlicher ausfallen als im Ablauf der Jahreszeiten.
Der Jahresniederschlag hier in den subtropischen Yungas liegt bei 1100 mm (siehe Klimadiagramm Coroico) und weist eine deutliche Trockenzeit von Mai bis August und eine Regenzeit von Dezember bis Februar auf. Die Monatsdurchschnittstemperaturen schwanken nur unwesentlich zwischen 20 °C und 25 °C, tagsüber ist es sommerlich warm und nachts angenehm kühl.

## Verkehrsnetz
Auquisamaña liegt in einer Entfernung von 121 Straßenkilometern nordöstlich von La Paz, der Hauptstadt des Departamentos.
Von La Paz führt die asphaltierte Nationalstraße Ruta 3 in nordöstlicher Richtung 52 Kilometer bis Cotapata und von dort weitere 35 Kilometer bis Coroico. Hier zweigt die Ruta 40 nach Südosten ab und erreicht nach 34 Kilometern vorbei an Coripata die Ortschaft Auquisamaña.

## Bevölkerung
Die Einwohnerzahl der Ortschaft ist im vergangenen Jahrzehnt um mehr als ein Drittel angestiegen:
| Jahr | Einwohner         | Quelle       |
| ---- | ----------------- | ------------ |
| 1992 | keine Detaildaten | Volkszählung |
| 2001 | 426               | Volkszählung |
| 2012 | 575               | Volkszählung |
| 2024 |                   | Volkszählung |